# Circuito de Montjuïc
Circuito de Montjuïc var en racerbana i Montjuïc i centrala Barcelona i Spanien.
Spaniens Grand Prix i formel 1 kördes här fyra säsonger. Sista gången var 1975 då bakvingen från Rolf Stommelens Hill-Ford lossnade och träffade ett flertal åskådare, av vilka fem dog.

## F1-vinnare
| Säsong | Förare             | Tillverkare  |
| ------ | ------------------ | ------------ |
| 1975   | Jochen Mass        | McLaren-Ford |
| 1973   | Emerson Fittipaldi | Lotus-Ford   |
| 1971   | Jackie Stewart     | Tyrrell-Ford |
| 1969   | Jackie Stewart     | Matra-Ford   |